# كلوستريديوم بيونيكيام
كلوستريديوم بيونيكيام أو كلوستريديوم أرجواني أو كلوستريديوم ضارب للأرجواني  هو نوع من البكتيريا من فصيلة كلوستريدياسيا.